# Magnesiumbehandlung
Magnesiumbehandlung bezeichnet eine Methode, bei der durch einen metallurgischen Eingriff die Eigenschaften der behandelten Basiseisenschmelze geändert werden. Dabei bildet sich der Graphit im Gussstück kugelförmig aus, statt wie üblich lamellar. Das ist notwendig, um Gusseisen mit Kugelgraphit herstellen zu können.

## Magnesium
Magnesium ist ein sehr reaktives Element mit hoher Affinität zu Schwefel und Sauerstoff. Die Löslichkeit im Eisen beträgt etwa 0,08 %.

Infolge der tiefen Schmelztemperatur von 650 °C und niedriger Verdampfungstemperatur von 1110 °C liegt der Magnesiumdampfdruck bei den üblichen Behandlungstemperaturen (um 1500 °C) bei ca. 10 bar. Diese Tatsache erschwert die Behandlung mit Magnesium.

## Behandlungsverfahren
In der Entwicklung der Behandlungsverfahren wurden zwei verschiedene Verfahrenswege beschritten. Einerseits wurde die Aktivität des Magnesiums und dadurch die Reaktionsgeschwindigkeit durch Verdünnung mit einem neutralen Material wie Silicium, Nickel oder Kupfer reduziert. Anderseits wurden Verfahren entwickelt, die durch die Verfahrens- und Gerätetechnik die Magnesiumreaktion steuern und dadurch eine Behandlung mit metallischem Magnesium möglich machen.

### Behandlung mit Vorlegierung
Wegen der virulenten Reaktion zwischen dem metallischen Magnesium und der behandelten  Eisenschmelze ist es nicht so ohne weiteres möglich, das Magnesium in die Schmelze zu legieren. Eine technisch nutzbare Reaktionsgeschwindigkeit wurde durch Senkung der Magnesiumaktivität erreicht. Sie ist proportional zu dem Magnesiumgehalt in der Vorlegierung. Vorlegierungen basieren meistens auf Ferrosilicium (FeSiMg) und haben einen Magnesiumgehalt zwischen 3 und 43 %. Die Vorlegierungen beinhalten in der Regel auch seltene Erden, Metalle (SE) wie Cer, Strontium, Lanthan und Ähnliches. Die SE-Elemente sollen die Auswirkung der Störelemente (Blei, Antimon, Arsen usw.) neutralisieren. Es werden auch Vorlegierungen benutzt, bei denen Nickel mit Magnesium (NiMg) beziehungsweise Kupfer mit Magnesium (CuMg) legiert ist.
Die Virulenz der Behandlungsreaktion wird durch Anwendung von Vorlegierungen so weit reduziert, dass es möglich ist, ohne zusätzliche Einrichtung für die Verdampfungskontrolle auszukommen.
Im Prinzip wird die Vorlegierung in einem Behandlungsgefäß platziert und mit der Eisenschmelze übergossen oder vermischt. Es gibt zahlreiche (mehr als 70) verschiedene Einrichtungen und Methoden für das Einbringen der Vorlegierung in die Schmelze. Je nach der Verfahrensmethode bewegt sich das Magnesiumausbringen zwischen 15 und 90 %.

### Reinmagnesium Behandlungsverfahren
Die Behandlung mit reinem, metallischem Magnesium ist nicht problemlos. Schwierigkeiten verursacht der hohe Dampfdruck aus der Magnesiumreaktion. Der Druck muss gesteuert werden. Dafür mussten entsprechende Maßnahmen an den Behandlungsgeräten und beim Verfahren getroffen werden, Die Steuerung wurde einerseits durch Kontrolle des Druckes in einem Behandlungsgefäß (Autoklav oder Druckpfanne), oder anderseits durch beschränkten und verzögerten Kontakt zwischen Magnesium und der Eisenschmelze erreicht – Fischer Konverter, MAP Tauchen von beschichtetem Magnesium, Fülldrahtverfahren.

## Faktoren, die das Ausbringen und die Zugabe des Magnesiums beeinflussen
GJS-Produktion in der Pfanne (Überschütten/Tundish)
S-Gehalt im Basis-EisenSchwefel muss neutralisiert werden, um die Oberflächenspannung des Eisens zu erhöhen. Hoher Schwefelgehalt im Basiseisen bedeutet steigende Mg-Zugabe.
O-Gehalt im Basis-EisenSauerstoff muss neutralisiert werden, um die Oberflächenspannung des Eisens zu erhöhen. Wie beim Schwefel erfordert auch steigender Sauerstoff eine steigende Mg-Zugabe.
BehandlungstemperaturDie Behandlungstemperatur sollte so niedrig wie möglich gehalten werden, um eine zu heftige Reaktion zu vermeiden. Je höher die Temperatur ist, umso mehr Mg-Verdampfung und geringeres Mg-Ausbringen wird erreicht.
Zeitraum zwischen Vorlegierungszugabe und BehandlungDer Zeitraum zwischen der Magnesium-Zugabe und der Behandlung sollte minimal sein, um ein Vorwärmen und Oxidieren der Legierung zu vermeiden. Gleichzeitig sollte kein flüssiges Resteisen der vorherigen Behandlung in der Pfanne sein, das würde zu einer Reaktion mit der Legierung führen.
Schlacke vom Schmelz oder WarmhalteofenOfenschlacke wird mit Magnesium reagieren und das Ausbringen reduzieren. Eine saubere Schlackenabscheidung sollte stattfinden, um Schlackentransporte vom Ofen zu minimieren.
PfannenabmaßeDas Verhältnis der Pfannenhöhe zum Durchmesser sollte wenigstens 2:1 sein. Die Behandlungstasche sollte genug Platz für die Legierung und das Abdeckmaterial haben. Die Pfanne sollte gut isoliert sein, um Wärmeverluste zu minimieren und damit die geforderte Behandlungstemperatur. Empfohlen wird ein Tundish-Cover Deckel, um Ausbringen der Legierung zu steigern und Temperaturverluste zu minimieren.
AbdeckmaterialEine Abdeckung der Vorlegierung, zum Beispiel feinkörniges Fesi oder Stahlplättchen, verzögern den Reaktionsbeginn und gewährleisten eine bessere Mg-Aufnahme im flüssigen Eisen.
FüllzeitDie Füllrate sollte hoch sein, um einen hohen ferrostatischen Druck in der Pfanne aufzubauen, bevor die Reaktion beginnt.
Chemische Zusammensetzung der VorlegierungEin hoher Mg-Gehalt in der Vorlegierung wird eine heftige Reaktion und verringertes Ausbringen verursachen. Ein hoher Ca-Gehalt wird die Reaktion beruhigen und das Ausbringen steigern. Die Tendenz zur Schlackenbildung wird allerdings gesteigert. Seltene Erden unterstützen ein besseres Ausbringen, weil ein Arbeiten mit geringerem Mg-Gehalt in der Vorlegierung und geringerem Rest-Mg möglich ist.
Körnung der VorlegierungEine große Kornverteilung bewirkt eine dichte Packung in der Tasche. Die Vorlegierung wird dann langsamer und kontrollierter gelöst und reagiert mit einem Minimum an Verlust. Teilchen, die aufsteigen und auf der Oberfläche reagieren, sind verloren.
GießzeitLange Gießzeiten erfordern am Anfang einen höheren Rest-Mg-Gehalt. Das bedeutet eine höhere Vorlegierungszugabe und vermindertes Mg-Ausbringen durch einen Abklingeffekt über die Zeit.
ImpfenMit einer guten Impfung kann auch ein geringer Rest-Mg-Gehalt eine gute Kugelzahl bringen. Das hat wiederum zur Folge, dass die Vorlegierungszugabe reduziert werden kann und das Ausbringen besser wird.
Schlacke in der Pfanne und in der BehandlungstascheSchlackenbildung in der Pfanne und in der Reaktionskammer führen zu einem reduzierten Mg-Ausbringen, verursacht durch Reaktionen zwischen der Schlacke und dem Magnesium. Wenn die Behandlungstasche mit Schlacke gefüllt ist, kann Vorlegierung neben die Tasche geraten. Pfannen sollten im entleerten Zustand gekippt werden, um eine Schlackenansammlung in der Behandlungstasche zu vermeiden.
Lagerung von GießereilegierungenAlle Gießereilegierungen werden unter direktem Feuchtigkeitseinfluss oxidieren. Oxidierte Vorlegierungen bringen ein schlechteres Ausbringen als neue Vorlegierungen. Die Vorlegierungen sollten an einem trockenen Platz gelagert werden und die Verpackung erst an der Behandlungsstation geöffnet werden.

## Magnesium abklingen
Wegen der Reaktivität des Magnesiums  mit anderen Elementen, insbesondere mit Schwefel und Sauerstoff, ist der Effekt der Magnesiumbehandlung zeitlich begrenzt. Das Abklingen ist vorwiegend eine Folge der Oxidation und Verdampfung. Aus diesem Grund soll das behandelte Eisen spätestens 10 bis 15 Minuten nach der Behandlung vergossen werden.